# Fenoksimetilpenicilin
Penicilin V, generičkim imenom fenoksimetilpenicilin, klasični je penicilin za peroralnu primjenu. Za razliku od penicilina G otporan je na želučanu kiselinu stoga se primjenjuje oralno. Sprječava sintezu stanične stijenke bakterija, učinak mu je baktericidan. Antimikrobni spektar fenoksimetilpenicilina odgovara spektru parenteralnoga benzilpenicilina. Primjenjuje se kod liječenja lakših infekcija (angina, šarlah, reumatska groznica, erizipel) Najčešće dolazi u obliku organske soli - benzatin-fenoksimetilpenicilina.